# جلال عبدالمحسن الطبطبائي
جلال عبدالمحسن الطبطبائي ، (1967-) أكاديمي وسياسي كويتي، يشغل منصب وزير التربية بدولة الكويت منذ 29 أكتوبر 2024.

## عن حياته
ولد سيد جلال سيد عبدالمحسن سيد عبدالله الطبطبائي بالكويت سنة 1967 ، وهو حاصل على شهادة البكالوريوس بالهندسة الميكانيكية من جامعة الكويت عام 1992 وشهادة الماجستير بالإدارة الهندسية من جامعة سندرلاند ببريطانيا.

## السيرة المهنية
- مدقق أول لنظم ادارة الجودة الإدارية (9001 ISO) من مجلس شهادات وتقييم المحترفين العالمي.
- مدققا أول لنظم إدارة الجودة 9000 ISO 14000 - من الهيئة العالمية للمدققين المسجلين المعتمدين.
- مدرب دولي معتمدا لأنظمة الجودة وإدارة التغيير وإدارة الأزمات من البورد الأميركي للمدربين الدوليين.
- كبير مديري إدارة المشاريع بالجمعية السويسرية لإدارة المشاريع ومحكما.
- خبيرا (أ) تحت رقم 123 باتحاد المنظمات الهندسية في الدولة الإسلامية.

## مناصبه
- رئيس مكتب الجودة في معهد تدريب الكهرباء والماء (1998 -2001).
- مساعد مدير مركز التدريب أثناء الخدمة (2001 - 2005).
- مدير المعهد العالي للطاقة (2005 - 2011).
- نائب المدير العام للتدريب بالهيئة العامة للتعليم التطبيقي والتدريب منذ عام 2003.
- مدير المعهد العالي للطاقة بالتكليف 2022.

## الحالة الاجتماعية
متزوج ولديه 5 أبناء.

## توزيره
في 29 أكتوبر 2024 صدر مرسومٌ أميري بتشكيل الحكومة حيث عُين وزيراً للتربية.